# Eurytemora arctica
Eurytemora arctica är en kräftdjursart som beskrevs av M. S. Wilson och Tash 1966. Eurytemora arctica ingår i släktet Eurytemora och familjen Temoridae. Inga underarter finns listade i Catalogue of Life.